# Maracskó Tibor
Maracskó Tibor (Székesfehérvár, 1948. szeptember 8. –) olimpiai ezüst- és bronzérmes világbajnok magyar öttusázó, edző, sportvezető.

## Élete
1960-ban kezdett háromtusázni a Székesfehérvári MÁV-ban. 1965-től a Csepel SC versenyzője. Felnőtt vb-n első alkalommal 1973 szerepelt és bronzérmes lett a csapattal, amellyel a következő évben második helyezett volt. Ugyanekkor az egyéni versenyben negyedik helyen végzett. 1975-ben csapatban világbajnok, egyéniben ismét negyedik volt. A montreali olimpián bronzérmet ért el a csapattal, egyéniben 13.-ként zárt. 1977-ben ismét csapat harmadik helyezést szerzett. Két év múlva második lett a budapesti vb-n. Az egyéni versenyben hatodik volt. Az 1980-as olimpián újra második volt a csapattal. Egyéniben ötödik helyezett volt.
1982-től 1987-ig a Csepel SC edzője volt. 1988-ban a triatlonnal kezdett el foglalkozni. 1989-től 1995-ig az újonnan létrehozott Magyar Triatlon Szövetség elnöke volt. Később a szövetség társelnöke lett. 1997-ben elnökségi tagnak választották.

## Magánélete
Felesége volt Peremartoni Krisztina színésznő, akitől egy fia született, Maracskó András.

## Díjai, elismerései
- Az év magyar öttusázója (1974)
- Magyar Sportért (1994)